# 障 (佛教)
障，又譯礙、罣礙、蓋障，字面意思是阻礙、妨礙的意思。這個單字在吠陀經典就開始使用，也使用於古印度各宗教教義中。在佛教，指的是會阻礙證道與解脫的各種事物或心態，與蓋同義。

## 概論
字面意思為取消，阻礙，遮蓋，在梵文中，與蓋是同義語，佛教經典中常將這兩個單字混合使用。
主要在大乘佛教經典中使用，有幾個大分類。分別為二障，三障，四障等。

## 二障
二障有數個說法，其一是：
- 內障
- 外障

其二是：
- 事障
- 理障

其三是：
- 智障
- 解脫障，又稱不染無知定障、定障、俱解脫障，會障礙進入滅定盡，為不染污無知之一種。

其四是
- 煩惱障：字面意思是因為煩惱而造成的障礙，指對自我身心現象無法如實了知其為無常、苦、空、無我的無明，引發對於三界種種法的執著貪愛，故而生生世世在三界六道之中不斷的生死流轉輪迴，無法解脫，不能證阿羅漢果，不能入無餘涅槃。
- 所知障

劉宇光批評把讀書人研究學問拿來解釋所知障，這種「所知即障」的解釋理路，是一種跳脫傳統佛教教義的自由發揮。
其五為：
- 煩惱障
- 三昧障

## 三障
三障為:
- 煩惱障
- 業障
- 報障，又稱異熟障

## 四障
四障為：
- 惑障
- 業障
- 報障
- 見障